# Jay C. Flippen
Jay C. Flippen (Little Rock, 6 marzo 1899 – Los Angeles, 3 febbraio 1971) è stato un attore statunitense.

## Biografia
Jay C. Flippen iniziò il suo percorso artistico come attore teatrale, lavorando nel vaudeville durante gli anni venti. Scoperto dal comico e intrattenitore afroamericano Bert Williams, divenne un protagonista del teatro leggero, comparendo in sei spettacoli presso il Palace Theatre a Broadway dal 1926 al 1931, cantando e recitando in alcune occasioni con il volto dipinto di nero. Incise inoltre diverse canzoni per la Columbia Records nel periodo dal 1924 al 1929.

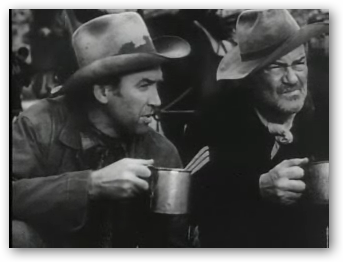
Jay C. Flippen (a destra) con James Stewart in Winchester '73 (1950)

Nel suo primo film The Ham What Am, un cortometraggio prodotto nel 1928 dalla Warner Bros., Flippen ripropose le sue performance nel vaudeville e apparve sul grande schermo in sporadiche occasioni durante gli anni trenta. La sua vera carriera cinematografica ebbe inizio nel 1947 con il ruolo della guardia Hodges nel dramma carcerario Forza bruta (1947), in cui si affermò come caratterista, inaugurando una lunga galleria di personaggi cinematografici, sia poliziotti che fuorilegge. Fu l'ispettore di polizia Jim Fowler nel melodramma Hai sempre mentito (1949), lo sceriffo Stew Singer ne Il selvaggio (1953) con Marlon Brando, e il sergente Jack Gillen in Mezzanotte a San Francisco (1957).
Flippen apparve inoltre in numerosi western degli anni cinquanta come Winchester '73 (1950), Là dove scende il fiume (1952), Terra lontana (1954), tutti diretti da Anthony Mann e interpretati da James Stewart, L'uomo senza paura (1955) di King Vidor, con Kirk Douglas, e La tortura della freccia (1957) di Samuel Fuller, in cui interpretò il ruolo di un indiano, Walking Coyote. Notevole anche la sua partecipazione al poliziesco Rapina a mano armata (1955) diretto da Stanley Kubrick, e ai musical È sempre bel tempo (1955) e Oklahoma! (1955).
Dall'inizio degli anni sessanta Flippen intensificò la sua attività per il piccolo schermo e comparve in un gran numero di serie televisive come Gli intoccabili (1959-1962), Gli uomini della prateria (1959-1965), Bonanza (1963), La legge di Burke (1963-1964), Gunsmoke (1964), Il virginiano (1966-1969). Il suo ruolo televisivo più conosciuto fu quello del sottufficiale Homer Nelson nella serie Ensign O'Toole, di cui girò 32 episodi tra il 1962 e il 1963. Tra le sue apparizioni sul grande schermo, da ricordare quelle nei western Cat Ballou (1965) e L'ora della furia (1968), e in Uomini d'amianto contro l'inferno (1968).
Negli ultimi anni di vita Flippen subì l'amputazione di una gamba ma continuò a recitare, pur costretto su una sedia a rotelle. La sua ultima apparizione sul grande schermo fu nel film I 7 minuti che contano (1971), tratto da un romanzo di Irving Wallace e incentrato sui temi della censura e della pornografia, per la regia di Russ Meyer. Malgrado il film fosse di notevole impegno economico rispetto agli usuali standard di Meyer, grazie all'intervento nella produzione della Twentieth Century Fox, fu però un fiasco totale, che chiuse la carriera di Flippen.
Sposato dal 1947 con la scrittrice e sceneggiatrice Ruth Brooks, Jay C. Flippen morì nel 1971 in seguito a un aneurisma dell'aorta, un mese prima del suo settantaduesimo compleanno. È sepolto al Westwood Village Memorial Park Cemetery di Los Angeles.

## Filmografia

### Cinema
- The Ham What Am (1928) – cortometraggio
- The Home Edition, regia di Monte Brice (1929)
- Million Dollar Ransom, regia di Murray Roth (1934)
- Marie Galante, regia di Henry King (1934) (non accreditato)
- Flippen's Frolic, regia di Milton Schwarzwald (1936)
- Here's Picture, regia di Roy Mack (1936)
- Salt Shakers, regia di Milton Schwarzwald (1938)
- Forza bruta (Brute Force), regia di Jules Dassin (1947)
- Contrabbando a Shanghai (Intrigue), regia di Edwin L. Marin (1947)
- La donna del bandito (They Lived by Night), regia di Nicholas Ray (1948)
- Naviganti coraggiosi (Down to the Sea in Ships), regia di Henry Hathaway (1949)
- Hai sempre mentito (A Woman's Secret), regia di Nicholas Ray (1949)
- Dora bambola bionda! (Oh, You Beautiful Doll), regia di John M. Stahl (1949)
- La corsara (Buccaneer's Girl), regia di Frederick de Cordova (1950)
- L'autista pazzo (The Yellow Cab Man), regia di Jack Donohue (1950)
- Sei canaglia ma ti amo (Love That Brute), regia di Alexander Hall (1950)
- Winchester '73, regia di Anthony Mann (1950)
- Due bandiere all'ovest (Two Flags West), regia di Robert Wise (1950)
- Il ratto delle zitelle (The Lemon Drop Kid), regia di Sidney Lanfield (1951)
- I diavoli alati (Flying Leathernecks), regia di Nicholas Ray (1951)
- Omertà (People Against O'Hara), regia di John Sturges (1951)
- La lettera di Lincoln (The Lady from Texas), regia di Joseph Pevney (1951)
- Mariti su misura (The Model and the Marriage Broker), regia di George Cukor (1951)
- La città del piacere (The Las Vegas Story), regia di Robert Stevenson (1952)
- Là dove scende il fiume (Bend of the River), regia di Anthony Mann (1952)
- Minnesota (Woman of the North Country), regia di Joseph Kane (1952)
- La baia del tuono (Thunder Bay), regia di Anthony Mann (1953)
- L'inferno di Yuma (Devil's Canyon), regia di Alfred L. Werker (1953)
- Ad est di Sumatra (East of Sumatra), regia di Budd Boetticher (1953)
- Il selvaggio (The Wild One), regia di László Benedek (1953)
- La carovana del luna park (Carnival Story), regia di Kurt Neumann (1954)
- Terra lontana (The Far Country), regia di Anthony Mann (1954)
- La rapina del secolo (Six Bridges to Cross), regia di Joseph Pevney (1955)
- L'uomo senza paura (Man Without a Star), regia di King Vidor (1955)
- Aquile nell'infinito (Strategic Air Command), regia di Anthony Mann (1955)
- È sempre bel tempo (It's Always Fair Weather), regia di Stanley Donen e Gene Kelly (1955)
- Uno straniero tra gli angeli (Kismet), regia di Vincente Minnelli (1955)
- Oklahoma!, regia di Fred Zinnemann (1955)
- Rapina a mano armata (The Killing), regia di Stanley Kubrick (1956)
- 7º Cavalleria (7th Cavalry), regia di Joseph H. Lewis (1956)
- Un re per quattro regine (The King and Four Queens), regia di Raoul Walsh (1956)
- Il marchio dell'odio (The Halliday Brand), regia di Joseph H. Lewis (1957)
- Il pollo pubblico n. 1 (Public Pigeon no. One), regia di Norman Z. McLeod (1957)
- Una calda notte d’estate (Hot Summer Night), regia di David Friedkin (1957)
- Stirpe maledetta (The Restless Breed), regia di Allan Dwan (1957)
- Mezzanotte a San Francisco (The Midnight Story), regia di Joseph Pevney (1957)
- La tortura della freccia (Run of the Arrow), regia di Samuel Fuller (1957)
- Passaggio di notte (Night Passage), regia di James Neilson (1957)
- Il riscatto degli indiani (The Deerslayer), regia di Kurt Neumann (1957)
- Il pilota razzo e la bella siberiana (Jet Pilot), regia di Josef von Sternberg (1957)
- I quattro pistoleros (Escape from Red Rock), regia di Edward Bernds (1957)
- L'uomo che non voleva uccidere (From Hell to Texas), regia di Henry Hathaway (1958)
- Fango sulle stelle (Wild River), regia di Elia Kazan (1960)
- Vivi con rabbia (Studs Lonigan), regia di Irving Lerner (1960)
- I quattro disperati (The Plunderers), regia di Joseph Pevney (1960)
- La conquista del West (How the West Was Won), regia di John Ford e Henry Hathaway (1962) (non accreditato)
- In cerca d'amore (Looking for Love), regia di Don Weis (1964)
- La più grande storia mai raccontata (The Greatest Story Ever Told), regia di George Stevens (1965) (non accreditato)
- Cat Ballou, regia di Elliot Silverstein (1965)
- Elfego Baca: Six Guns Law, regia di Christian Nyby (1966)
- Il fantasma ci sta (The Spirit Is Willing), regia di William Castle (1967)
- L'ora della furia (Firecreek), regia di Vincent McEveety (1968)
- Uomini d'amianto contro l'inferno (Hellfighters), regia di Andrew V. McLaglen (1968)
- I 7 minuti che contano (The Seven Minutes), regia di Russ Meyer (1971)

### Televisione
- Hollywood Theatre Time – serie TV, 1 episodio (1951)
- The Ford Television Theatre – serie TV, 1 episodio  (1954)
- Lux Video Theatre – serie TV, 1 episodio (1955)
- Climax! – serie TV, 5 episodi (1955-1957)
- The 20th Century-Fox Hour – serie TV, episodio 2x13 (1957)
- Ricercato vivo o morto (Wanted: Dead or Alive) – serie TV, episodio 1x08 (1958)
- Westinghouse Desilu Playhouse – serie TV, episodio 1x11 (1959)
- David Niven Show (The David Niven Show) – serie TV, episodio 1x13 (1959)
- Thriller – serie TV, episodio 1x06 (1960)
- Carovana (Stagecoach West) – serie TV, episodio 1x18 (1961)
- The Best of the Post – serie TV, episodio 1x25 (1961)
- Gli intoccabili (The Untouchables) – serie TV, 2 episodi (1959-1962)
- Follow the Sun – serie TV, episodio 1x18 (1962)
- Bus Stop – serie TV, episodio 1x24 (1962)
- Ensign O'Toole – serie TV, 32 episodi (1962-1963)
- Bonanza – serie TV, episodio 5x13 (1963)
- The Dick Powell Show – serie TV, episodio 2x30 (1963)
- La legge di Burke (Burke's Law) – serie TV, 3 episodi (1963-1964)
- Gunsmoke – serie TV, 1 episodio (1964)
- Vacation Playhouse – serie TV, episodio 3x02 (1965)
- Gli uomini della prateria (Rawhide) – serie TV, 2 episodi (1959-1965)
- A Man Called Shenandoah – serie TV, episodio 1x29 (1966)
- The Rounders – serie TV, episodio 1x13 (1966)
- Ironside – serie TV, 1 episodio (1967)
- I sentieri del west (The Road West) – serie TV, episodio 1x25 (1967)
- Il virginiano (The Virginian) – serie TV, 3 episodi (1966-1969)
- Al banco della difesa (Judd for the Defense) – serie TV, 2 episodi (1969)
- Reporter alla ribalta (The Name of the Game) – serie TV, 2 episodi (1969)
- L'uomo che gridava al lupo (The Old Man Who Cried Wolf), regia di Walter Grauman – film TV (1970)

## Doppiatori italiani
Nelle versioni in italiano dei suoi film, Jay C. Flippen è stato doppiato da:
- Olinto Cristina in La corsara, Winchester '73, I diavoli alati, Mariti su misura, Il selvaggio, Terra lontana, Aquile nell'infinito, L'uomo che non voleva uccidere
- Lauro Gazzolo in Là dove scende il fiume, Ad est di Sumatra, La carovana del luna park, La rapina del secolo, L'uomo senza paura, Mezzanotte a San Francisco, Passaggio di notte
- Luigi Pavese in Sei canaglia ma ti amo, La città del piacere, La baia del tuono, 7º cavalleria, Fango sulle stelle, Cat Ballou
- Mario Besesti in Minnesota, Rapina a mano armata, Il marchio dell'odio, La tortura della freccia
- Bruno Persa in L'autista pazzo, Omertà, È sempre bel tempo, Uno straniero tra gli angeli
- Carlo Romano in Due bandiere all'ovest, Un re per quattro regine
- Manlio Busoni in Contrabbando a Shanghai
- Vinicio Sofia in Oklahoma!
- Leonardo Severini in Uomini d'amianto contro l'inferno